# Gasparinisaura cincosaltensis
La gasparinisaura (Gasparinisaura cincosaltensis) è un dinosauro erbivoro appartenente agli ornitopodi. Visse nel Cretaceo superiore (Campaniano, circa 83 milioni di anni fa). I suoi resti fossili vennero ritrovati in Argentina dalla squadra guidata dalla paleontologa Zulma Brandoni de Gasparini, dal quale prende il nome.

## Descrizione

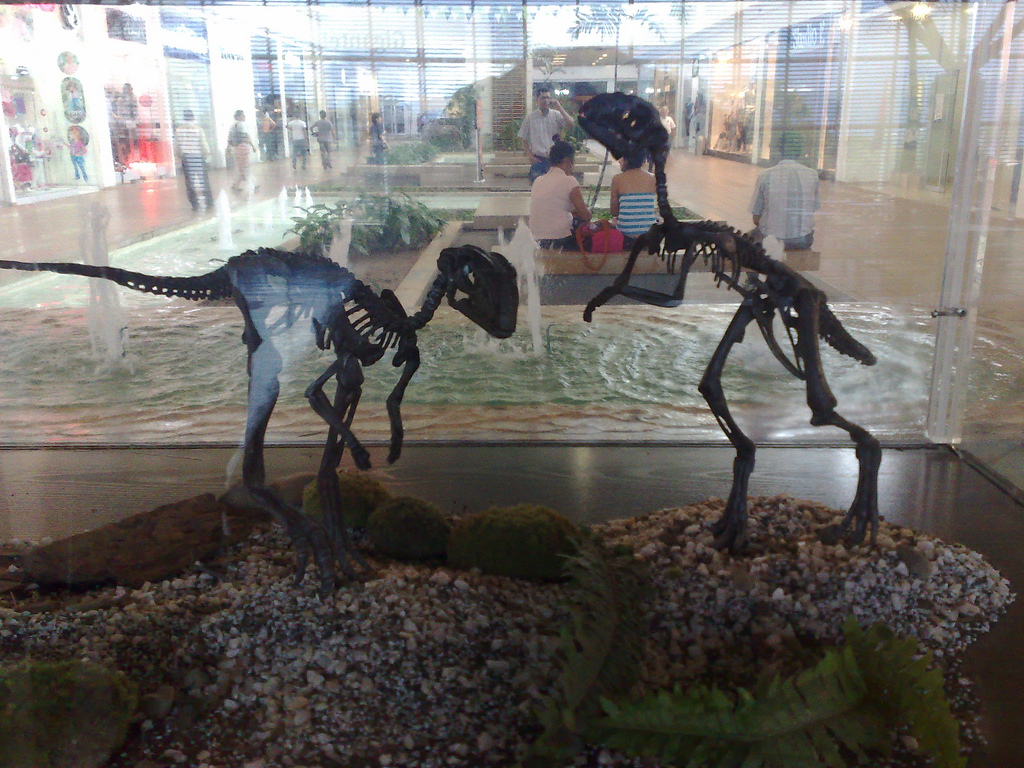
due scheletri montati

Questo animale era di piccole dimensioni, e si suppone che non superasse la lunghezza di 1,8 metri e il peso di 13 chilogrammi. Il cranio di Gasparinisaura era di forma arrotondata, moderatamente allungato. Le orbite erano molto grandi e poste in alto nel cranio. La parte posteriore del cranio era leggermente pendente. L'osso jugale possedeva una parte anteriore sottile e posta tra la mascella e il lacrimale; la parte posteriore dello jugale, invece, era alta e larga. Il quadrato jugale era dotato di un lungo processo ascendente in contatto con l'osso squamoso (una caratteristica considerata primitiva). Vi erano circa 12 denti piuttosto grandi posti in ogni ramo mascellare e mandibolare. Le zampe anteriori erano di costituzione leggera; l'ilio era corto e basso, mentre il pube era sottile. Le zampe posteriori erano piuttosto lunghe e potenti, ed erano dotate di un femore corto e di una parte distale molto allungata. Il piede era lungo e il primo metatarso era ridotto a uno sperone (una caratteristica derivata). La coda era dotata di ossa sotto le vertebre (chevron) di forma piatta e triangolare, che si espandevano verso la parte posteriore; questo carattere è unico fra gli ornitopodi.

## Classificazione
I primi fossili di Gasparinisaura vennero rinvenuti nel 1992 in Argentina, nei pressi di Cinco Saltos nella provincia di Río Negro. La specie tipo, Gasparinisaura cincosaltensis, venne descritta da Rodolfo Coria e Leonardo Salgado nel 1996.
L'olotipo (noto come MUCPv-208) venne scoperto in un livello della formazione Anacleto, risalente al Campaniano inferiore. Esso consisteva in uno scheletro parziale con tanto di cranio, ma sprovvisto di gran parte della colonna vertebrale. Venne trovato un ulteriore fossile, che finì per costituire il paratipo, ovvero una coda con parte delle zampe posteriori. Nel 1997 vennero descritti altri tre esemplari, tutti e tre giovanili: uno scheletro parziale con cranio, uno scheletro postcranico e un cranio con zampe posteriori e pelvi. Nel 2008 furono inoltre descritti gastroliti provenienti da tutti e tre gli esemplari giovanili. 

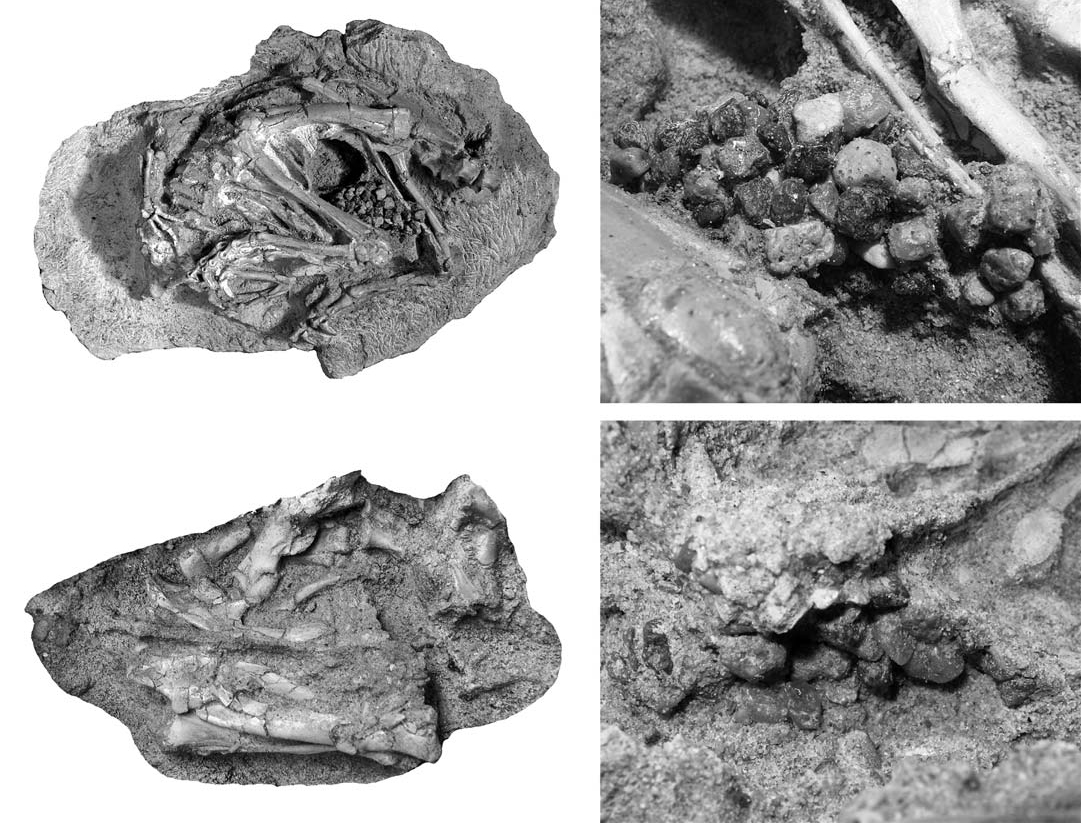
Esemplare di Gasparinisaura cincosaltensis con gastroliti

Gasparinisaura venne inizialmente descritto come un iguanodonte basale (il più primitivo membro degli Euiguanodontia), ma successivamente altre analisi cladistiche lo hanno classificato come un ornitopode più primitivo, al di fuori del gruppo degli iguanodonti.

## Paleobiologia
I gastroliti scoperti all'interno della regione addominale dei tre esemplari giovani formavano gruppi di pietre arrotondate e lisce (fino a 40 per gruppo), con un diametro medio di circa 8 millimetri. Queste pietre, che rappresentavano circa lo 0,3% del peso totale del corpo dell'animale, potrebbero essere state abbastanza voluminose da agire come una sorta di macina gastrica (per sminuzzare il cibo vegetale più duro e fibroso); questa funzione è a volte messa in discussione nel caso di gastroliti di sauropodi, a causa della loro massa relativa ritenuta insufficiente, essendo di un ordine di grandezza più basso.